# ايرو إيه إي-45
ايرو إيه إي-45 (بالإنجليزية: Aero Ae-45)‏ هي طائرة منافع، خفيفة، بمحركين. أنتجت في 1951 بتشيكوسلوفاكيا. من صناعة ايرو فودوتشودي. كان أول طيران لها في 21 يوليو 1947. صنع منها 590 طائرة.

## المستخدمون
- تشيكوسلوفاكيا
- الصين
- المجر
- الاتحاد السوفيتي